# Arcadia (miasto w stanie Wisconsin)
Arcadia – miasto w Stanach Zjednoczonych, w stanie Wisconsin, w hrabstwie Trempealeau.